# 各年のクウェートの一覧

クウェートの国旗

各年のクウェートの一覧（かくねんのクウェートのいちらん）は、クウェートの各年ごとの記事の一覧。この一覧ではクウェートの各年ごとの記事の他、各世紀と各年代、クウェートの各分野における各年ごとの記事についても取り扱う。

## 一覧

### 20世紀
- 1960年代
  - 1961年のクウェート（英語版） 1962年のクウェート（英語版） 1963年のクウェート（英語版） 1964年のクウェート（英語版）
  - 1965年のクウェート（英語版） 1966年のクウェート（英語版） 1967年のクウェート（英語版） 1968年のクウェート（英語版） 1969年のクウェート（英語版）
- 1970年代
  - 1970年のクウェート（英語版） 1971年のクウェート（英語版） 1972年のクウェート（英語版） 1973年のクウェート（英語版） 1974年のクウェート（英語版）
  - 1975年のクウェート（英語版） 1976年のクウェート（英語版） 1977年のクウェート（英語版） 1978年のクウェート（英語版） 1979年のクウェート（英語版）
- 1980年代
  - 1980年のクウェート（英語版） 1981年のクウェート（英語版） 1982年のクウェート（英語版） 1983年のクウェート（英語版） 1984年のクウェート（英語版）
  - 1985年のクウェート（英語版） 1986年のクウェート（英語版） 1987年のクウェート（英語版） 1988年のクウェート（英語版） 1989年のクウェート（英語版）
- 1990年代
  - 1990年のクウェート（英語版） 1991年のクウェート（英語版） 1992年のクウェート（英語版） 1993年のクウェート（英語版） 1994年のクウェート（英語版）
  - 1995年のクウェート（英語版） 1996年のクウェート（英語版） 1997年のクウェート（英語版） 1998年のクウェート（英語版） 1999年のクウェート（英語版）
- 2000年代
  - 2000年のクウェート（英語版）

### 21世紀
- 2000年代
  - 2001年のクウェート（英語版） 2002年のクウェート（英語版） 2003年のクウェート（英語版） 2004年のクウェート（英語版）
  - 2005年のクウェート（英語版） 2006年のクウェート（英語版） 2007年のクウェート（英語版） 2008年のクウェート（英語版） 2009年のクウェート（英語版）
- 2010年代
  - 2010年のクウェート（英語版） 2011年のクウェート（英語版） 2012年のクウェート（英語版） 2013年のクウェート（英語版） 2014年のクウェート（英語版）
  - 2015年のクウェート（英語版） 2016年のクウェート（英語版） 2017年のクウェート（英語版） 2018年のクウェート（英語版） 2019年のクウェート（英語版）
- 2020年代
  - 2020年のクウェート（英語版）